# アリザプリド
アリザプリド（英：Alizapride、Litican、Plitican、Superan、Vergentan）は、消化管機能改善作用および制吐作用を持つドーパミンアンタゴニストで、術後嘔気嘔吐を含む吐き気・嘔吐の治療に使用される。メトクロプラミドや他のベンズアミドと構造的に関連している。

## 作用機序
アリザプライドは、D2ドーパミン受容体を遮断することにより、嘔吐中枢に作用する。
アリザプリドは血液脳関門を通過することができるため、副作用として、急性ジストニアやジスキネジアなどの一時的な錐体外路運動障害を起こす可能性がある。
血漿中半減期は3時間である

## 合成
アリザプリドの合成は複数の工程で行われる：
4-アミノサリチル酸を最初に硫酸ジメチルでメチル化する。次にニトロ基を導入し、ラネー合金を使用して還元してアミノ基を生成する。亜硝酸ナトリウムと塩酸を使用して、2つのアミノ基をトリアゾール環に閉じる。これを1-アリル-2-アミノメチルピロリジンと付加脱離反応でアリザプリドを得る。